# 愛の空で
『愛の空で』（あいのそらで）は、MULTI MAXの楽曲。6枚目のシングルとして、1994年10月5日に発売された。発売元は東芝EMI / EASTWORLD。

## 解説
シングルとしては「勇気の言葉」からおよそ1年半ぶりとなる作品。
前作に引き続き、このシングルもオリコンチャートにてTOP10入りを果たしている。

## 収録曲
| 全編曲: 村上啓介。 |                                    |               |                 |       |
| #                  | タイトル                           | 作詞          | 作曲            | 時間  |
| 1.                 | 「愛の空で」                       | CHAGE、澤地隆 | CHAGE、村上啓介 | 6:25  |
| 2.                 | 「螺旋の舞台」                     | 實川翔        | 村上啓介        | 5:13  |
| 3.                 | 「愛の空で」(オリジナル・カラオケ) |               | CHAGE、村上啓介 | 6:23  |
| 合計時間:          | 合計時間:                          | 合計時間:     | 合計時間:       | 18:01 |

## 楽曲解説
1. 愛の空で
CHAGEと村上による共作。
2. 螺旋の舞台
村上がボーカルを担当している。
アルバム『Well,Well,Well』にも収録されている。
3. 愛の空で (オリジナル・カラオケ)

## 収録アルバム
- Well,Well,Well (#1, #2)